# Wadewitz (Liebschützberg)
Wadewitz ist ein Ortsteil der Gemeinde Liebschützberg im Landkreis Nordsachsen in Sachsen. 

## Geografie und Verkehrsanbindung
Der Ort liegt östlich von Oschatz und westlich von Riesa an der S28. Am nördlichen Ortsrand fließt der Sandbach. Östlich fließt die Elbe.
Südlich verläuft die B 6, östlich die B 182 und die B 169.